# Современники
Современники (исп. Los Contemporáneos) — авангардная группа мексиканских интеллектуалов, объединившихся вокруг журнала того же названия (1928—1931), который издавался в Мехико.

## Состав группы
В группу входили известные впоследствии писатели и художники:
- Хавьер Вильяуррутия
- Хосе Горостиса
- Хорхе Куэста
- Роберто Монтенегро, художник и сценограф
- Сальвадор Ново
- Хильберто Оуэн
- Карлос Пельисер
- Мануэль Родригес Лосано, художник
- Хайме Торрес Бодет

Финансовую поддержку группе оказывала танцовщица и писательница Антониета Ривас Меркадо. К группе была близка художница Гуадалупе Марин, несколько лет бывшая женой Хорхе Куэсты.

## Творческая платформа
Называвшие себя «группой без группы», Современники решительно обновили художественную жизнь страны, дали начало новейшей мексиканской словесности, сблизив её с европейской, прежде всего — с эстетикой и практикой сюрреализма (во время своего путешествия во Францию в 1928 Хорхе Куэста познакомился с Андре Бретоном), испанского поколения 1927 года, английского имажизма и др. Вместе с тем, группа заново открыла для себя и читающей публики испанское барокко (Гонгора, Кеведо, Хуана Инес де ла Крус). Развитием этой линии стало впоследствии творчество Октавио Паса, Элены Гарро, Хуана Рульфо, Хуана Хосе Арреолы, Карлоса Фуэнтеса, Хосе Эмилио Пачеко (он был личным секретарем Сальвадора Ново и публикатором его наследия) и др., не раз признававших ведущую роль группы в мексиканской культуре XX в.